# Montfort-sur-Meu
Montfort-sur-Meu ist eine französische Gemeinde mit 6767 Einwohnern (Stand 1. Januar 2022) im Département Ille-et-Vilaine in der Region Bretagne.

## Geographie
Die Gemeinde Montfort-sur-Meu liegt an der Mündung des Garun in den Meu.

## Geschichte
Montfort war im Mittelalter Sitz des mächtigen Adelsgeschlechts der Herren von Montfort-Laval.

### Bevölkerungsentwicklung
| Jahr                       | 1962 | 1968 | 1975 | 1982 | 1990 | 1999 | 2008 | 2017 |
| Einwohner                  | 2699 | 2965 | 3098 | 4301 | 4675 | 5412 | 6166 | 6653 |
| Quellen: Cassini und INSEE |      |      |      |      |      |      |      |      |

## Städtepartnerschaften
Die Stadt hat eine Partnerschaft mit Marktheidenfeld in Unterfranken, mit der es auch einen jährlichen Schüleraustausch gibt.
Des Weiteren existiert eine Städtepartnerschaft mit Pobiedziska in Polen.

## Verkehr
Montfort-sur-Meu liegt an der Bahnstrecke Paris–Brest und wird im Regionalverkehr mit TER-Zügen bedient.

## Sehenswürdigkeiten
- Der Papageienturm der Burg Montfort-sur-Meu, 1389 anstelle des viereckigen Donjon der Burg Montfort errichtet. Ein bunter Papagei aus Pappe auf der Spitze diente als Ziel für Wettschießen der Bogenschützen.
- Kirche Saint-Louis-Marie-Grignion-de-Montfort
- Megalithen von «La Harelle»

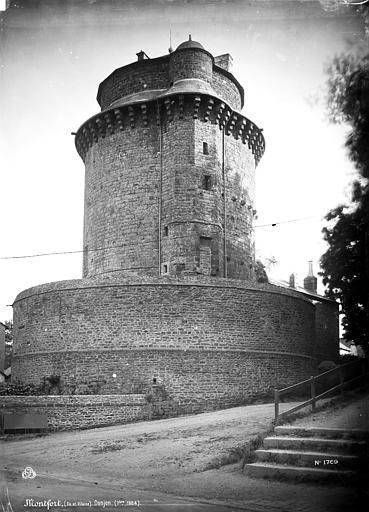
Der Papageienturm
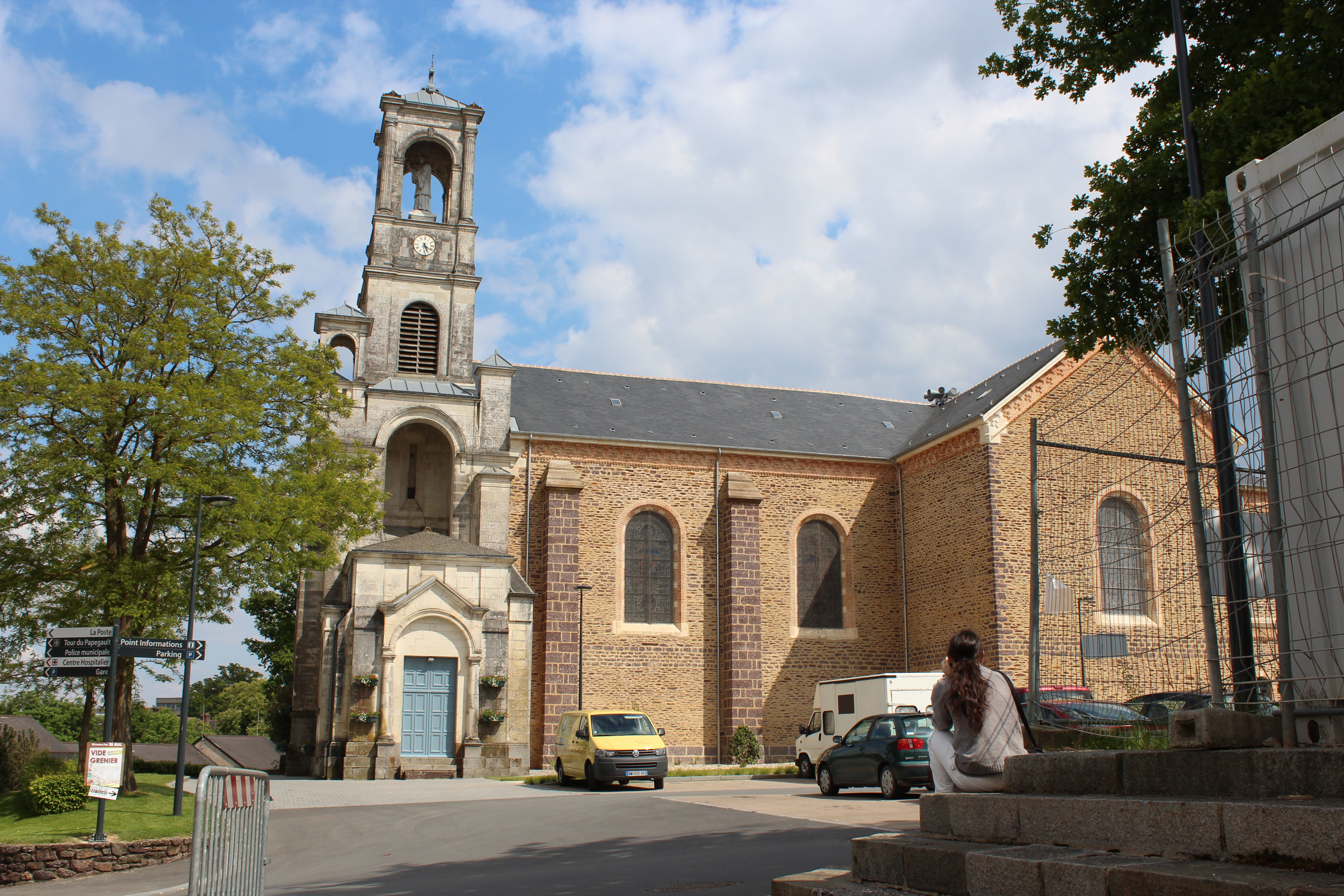
Die Kirche Saint-Louis-Marie-Grignion-de-Montfort
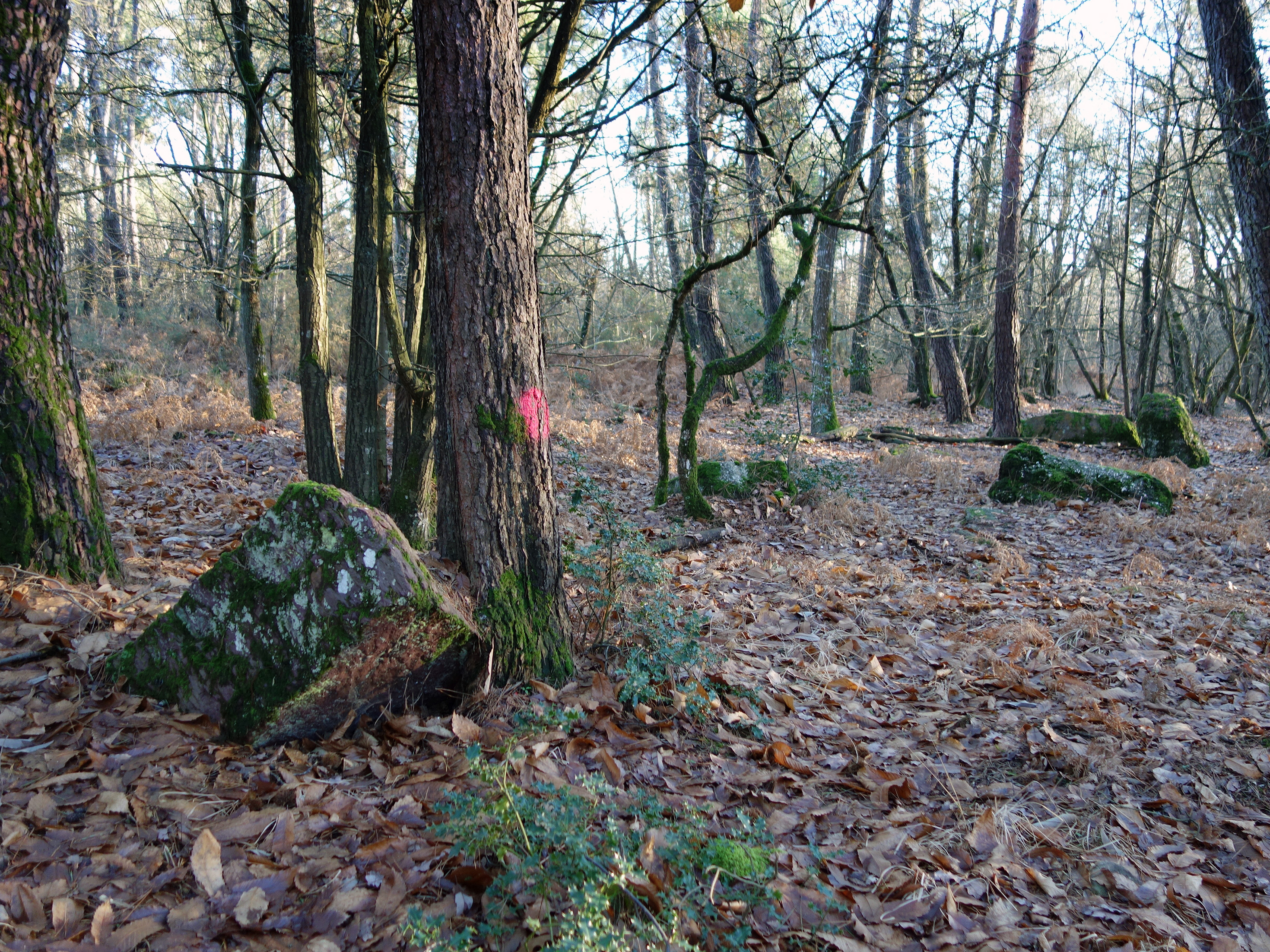
Die Megalithen von «La Harelle»

## Persönlichkeiten
- Pierre de Laval (1442–1493), Erzbischof von Reims
- Louis-Marie Grignion de Montfort (1673–1716), Volksmissionar, Schriftsteller und Ordensgründer